# آزکویتیا
آزکویتیا (به اسپانیایی: Azcoitia) یک دهستان در اسپانیا است که در سرزمین باسک (منطقه خودمختار) واقع شده‌است. آزکویتیا ۵۴٫۷۱ کیلومتر مربع مساحت و ۱۱٬۴۸۰ نفر جمعیت دارد و ۱۱۳ متر بالاتر از سطح دریا واقع شده‌است.